# Kalifornisk solabborre
Kalifornisk solabborre (Archoplites interruptus) är en art i familjen solabborrfiskar som lever i västra USA.

## Utseende
Den kaliforniska solabborren är en avlång fisk med silvervit kropp och brunaktiga fläckar till tvärstrimmor på ryggen och sidornas överdel. Längden kan nå upp till 73 cm och vikten till 1,44 kg, även om fisken vanligtvis är betydligt mindre.

## Vanor
I sitt ursprungsområde lever arten nära botten i långsamma vattendrag med riklig växtlighet, men i de flesta nutida lokaler förekommer den främst i dammar och vattenreservoarer. Födan består främst av bottendjur som insektslarver och snäckor. Den tar även fisk. Lektiden infaller under vår och sommar, och äggen kläcks efter endast fyra dygn.

## Utbredning
Artens ursprungsomräde var Sacramento-, San Joaquin-, Pajaro- och Salinasflodernas avrinningsområden i Kalifornien samt Clear Lake i samma delstat, men eftersom den är en populär sportfisk har den införts till flera av delstaterna i västra USA: Oregon, Nevada, Utah, Arizona, Colorado, New Mexico (numera utdöd), Nebraska, South Dakota och North Dakota. I sitt ursprungsområde har arten minskat till följd av konkurrens från införda arter och finns numera endast kvar i Clear Lake. Överlevnaden har även varit dålig i många av de områden dit den införts, även om den där i vissa fall lyckats tränga ut lokala fiskarter. I Arizona förmodas den vara utdöd.